# Sal Franzella
Salvador „Sal“ Franzella Jr. (* 25. April 1915 in New Orleans; † 8. November 1968) war ein US-amerikanischer Jazzmusiker (Holzblasinstrumente).
Franzella arbeitete um 1937 bei Louis Prima, mit dem er auf Tournee ging. In New York und Los Angeles nahm er als Studiomusiker u. a. mit Jack Teagarden, Teddy Grace und 1958 mit Frank Sinatra und dem Nelson Riddle Orchestra auf. 1945 begleitete er die Sängerin Betty Thornton; 1946 nahm er mit eigenem Quintett für das Label Swan auf, 1948 den Standard Yesterdays für Majestic Records. Franzella wirkte zwischen 1937 und 1956 bei 39 Aufnahmesessions mit.